# Supercoppa italiana 2018 (pallavolo maschile)
La Supercoppa italiana 2018 si è svolta dal 6 al 7 ottobre 2018: al torneo hanno partecipato quattro squadre di club italiane e la vittoria finale è andata per la quarta volta al Modena.

## Regolamento
Le squadre hanno disputato semifinali, finale per il terzo posto e finale.

## Squadre partecipanti
| Squadra            | Qualificazione                                   | Ultima partecipazione    |
| ------------------ | ------------------------------------------------ | ------------------------ |
| Lube               | Finalista Serie A1 2017-18/Coppa Italia 2017-18  | Supercoppa italiana 2017 |
| Modena             | 3ª alla regular season Serie A1 2017-18          | Supercoppa italiana 2017 |
| Sir Safety Perugia | Vincitrice Serie A1 2017-18/Coppa Italia 2017-18 | Supercoppa italiana 2017 |
| Trentino           | 4ª alla regular season Serie A1 2017-18          | Supercoppa italiana 2017 |

## Torneo
|  | Semifinali         | Semifinali         | Semifinali |          |        | Finale 1º/2º posto | Finale 1º/2º posto | Finale 1º/2º posto |  |
|  |                    |                    |            |          |        |                    |                    |                    |  |
|  | Lube               | Lube               | 2          |          |        |                    |                    |                    |  |
|  | Lube               | Lube               | 2          |          |        |                    |                    |                    |  |
|  | Modena             | Modena             | 3          |          |        |                    |                    |                    |  |
|  | Modena             | Modena             | 3          |          | Modena | Modena             | 3                  |                    |  |
|  |                    |                    |            |          | Modena | Modena             | 3                  |                    |  |
|  |                    |                    | Trentino   | Trentino | 2      |                    |                    |                    |  |
|  | Sir Safety Perugia | Sir Safety Perugia | Trentino   | Trentino | 2      | 0                  |                    |                    |  |
|  | Sir Safety Perugia | Sir Safety Perugia |            |          |        | 0                  |                    |                    |  |
|  | Trentino           | Trentino           | 3          |          |        | Finale 3º/4º posto | Finale 3º/4º posto | Finale 3º/4º posto |  |
|  | Trentino           | Trentino           | 3          |          |        |                    |                    |                    |  |
|  |                    |                    |            |          |        |                    |                    |                    |  |
|  |                    |                    |            |          |        | Sir Safety Perugia | Sir Safety Perugia | 1                  |  |
|  |                    |                    |            |          |        | Sir Safety Perugia | Sir Safety Perugia | 1                  |  |
|  |                    |                    |            |          |        | Lube               | Lube               | 3                  |  |

### Semifinali
| 6 ottobre 2018 PalaEvangelisti, Perugia Durata: 1h:29 - Spettatori: 3 912 | Sir Safety Perugia | 0 - 3 | Trentino | 22-25, 21-25, 24-26               |
| 6 ottobre 2018 PalaEvangelisti, Perugia Durata: 2h:22 - Spettatori: 3 912 | Lube               | 2 - 3 | Modena   | 26-28, 28-26, 25-22, 19-25, 13-15 |

### Finale 3º posto
| 7 ottobre 2018 PalaEvangelisti, Perugia Durata: 1h:44 - Spettatori: 4 050 | Sir Safety Perugia | 1 - 3 | Lube | 25-16, 21-25, 23-25, 23-25 |

### Finale
| 7 ottobre 2018 PalaEvangelisti, Perugia Durata: 2h:04 - Spettatori: 4 050 | Modena | 3 - 2 | Trentino | 25-23, 25-19, 16-25, 18-25, 15-8 |